# Biểu tình Papua 2019
Biểu tình Papua 2019 là một loạt các cuộc biểu tình của người Papua ở Indonesia bắt đầu vào ngày 19 tháng 8 năm 2019, chủ yếu trên khắp Tây New Guinea. Các cuộc biểu tình đã nổ ra để đối phó với một sự cố ở Surabaya, nơi một nhóm sinh viên Papuan bị bắt vì cáo buộc thiếu tôn trọng cờ Indonesia. Ở một số địa điểm, đáng chú ý là Jayapura, Sorong, Fakfak, Timika và Manokwari, các cuộc biểu tình đã trở nên bạo lực, với nhiều tòa nhà tư nhân và các cơ sở công cộng bị hư hại hoặc bị đốt cháy. Các cuộc biểu tình và tình trạng bất ổn được các cơ quan truyền thông mô tả là lớn nhất trong nhiều năm.

## Bối cảnh
Papua, trước đây là thuộc địa của Hà Lan là Hà Lan New Guinea, đã bị Indonesia sáp nhập vào năm 1969 sau một cuộc trưng cầu dân ý gây tranh cãi. Trong những năm sau đó, một cuộc nổi dậy cường độ thấp đã xảy ra trên toàn khu vực. Thời gian gần đây, hàng chục ngàn dân thường xung quanh Nduga đã phải di dời sau sự hiện diện quân sự gia tăng và chiến đấu với các chiến binh ly khai do một vụ thảm sát công nhân xây dựng đường cao tốc Trans-Papua. Trong nỗ lực giảm căng thẳng trong khu vực, chính phủ Indonesia đã trao quyền tự trị gia tăng cho các tỉnh bao gồm khu vực, với tổng thống đương nhiệm Joko Widodo (Jokowi) đã đến thăm khu vực này sáu lần kể từ khi ông tuyên thệ nhậm chức vào năm 2014.

### Cuộc biểu tình ngày 15 tháng 8
Vào ngày 15 tháng 8 năm 2019, kỷ niệm Thỏa thuận New York năm 1962 và trùng với một cuộc thảo luận về Papua trong Diễn đàn Quần đảo Thái Bình Dương ở Tuvalu, các cuộc biểu tình của Papuans đã được tổ chức trên một số thành phố ở Indonesia, bao gồm Jayapura, Sentani, Ternate, Ambon, Bandung, Yogyakarta, Jakarta và Malang. Nhiều nhóm sinh viên Papuan đã tham gia các cuộc biểu tình, diễn ra trong hòa bình ở Yogyakarta và Jakarta nhưng đã bị chính quyền giải tán và một số người biểu tình bị bắt ở các thành phố khác, mặc dù sau đó họ đã được thả ra. Ở Bandung, dân quân buộc người biểu tình phải thay đổi địa điểm biểu tình. Tại thành phố Malang, những người biểu tình Papuan đã đụng độ với những người phản đối và những người hâm mộ sau đó của câu lạc bộ bóng đá Arema Malang, với những lời lẽ phân biệt chủng tộc từ những người phản đối. Năm người biểu tình được báo cáo là "bị thương nặng" và hầu như tất cả những người biểu tình đều bị thương theo một cách nào đó.